# 囚われ者
『囚われ者』（原題：You're Under Arrest）は、セルジュ・ゲンスブールが1987年に発表したアルバム。ゲンスブールの生前に発表された最後のスタジオ・アルバムとなった。

## 解説
前スタジオ・アルバム『ラヴ・オン・ザ・ビート』（1984年）に続いて、バッキング・トラックはアメリカで録音された。本作はコンセプト・アルバムであり、主人公の男と、サマンサというジャンキーの黒人少女を中心とした物語となっている。「おれの外人部隊」は、マリー・デュバやエディット・ピアフの歌唱で知られる楽曲のカヴァー。本作からのシングルは、「ユア・アンダー・アレスト」が全仏47位、「幸せな子供たちへ」が全仏35位に達した。
本作発表に伴うツアーのうち、1988年3月のパリ公演の模様は、1989年にライヴ・アルバム『ゼニット・ライヴ』として発表された。また、1988年5月には、ゲンスブールにとって最初で最後の日本公演も行われた。

## 収録曲
特記なき楽曲はセルジュ・ゲンスブール作詞・作曲。
1. ユア・アンダー・アレスト - "You're Under Arrest" - 4:12
2. 哀れな五人の女たち - "Five Easy Pisseuses" - 3:28
3. 悲しみのサマンサ - "Baille Baille Samantha - 3:24
4. サック・ベイビー・サック - "Suck Baby Suck" - 3:45
5. グルーミー・サンデー - "Gloomy Sunday" (Jávor László, Seress Rezső, Jean Marèze, François-Eugène Gonda) - 3:44
6. 幸せな子供たちへ - "Aux enfants de la chance" - 4:06
7. ショットガン - "Shotgun" - 4:00
8. 安全なグラス - "Glass Securit" - 3:38
9. ディスパッチ・ボックス - "Dispatch Box" - 2:53
10. おれの外人部隊 - "Mon légionnaire" (Raymond Asso, Marguerite Monnot) - 5:34

## 参加ミュージシャン
- セルジュ・ゲンスブール - ボーカル
- ビリー・ラッシュ - ギター
- ギャリー・ジョルジェット - キーボード
- ジョン・K. - ベース
- トニー・"サンダー"・スミス - ドラムス
- スタン・ハリスン - サックス
- ブレンダ・ホワイト・キング - バッキング・ボーカル
- カーティス・キング・ジュニア - バッキング・ボーカル